# Treballador de coll blau

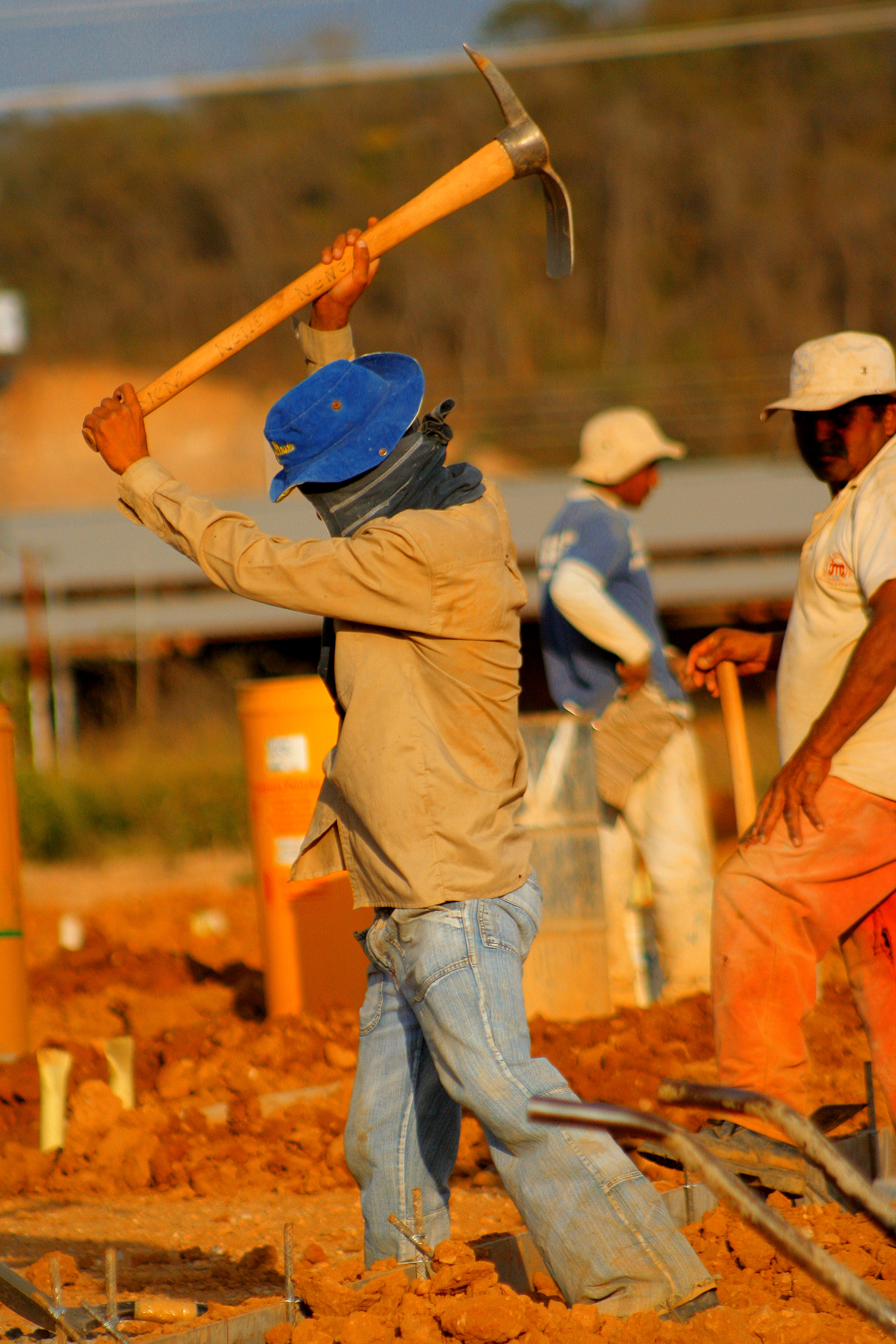
Un treballador manual a Veneçuela.

Un treballador de coll blau o obrer és una persona de classe treballadora que realitza treball manual. El treball de coll blau pot implicar fabricació qualificada o no qualificada, mineria, sanejament, treball de custòdia, fabricació tèxtil, explotació de plantes elèctriques, explotació agrícola, pesca comercial, paisatgisme, control de plagues, processament d'aliments, treballs de camp de petroli, eliminació de residus i reciclatge, electricitat, fontaneria, construcció, mecànic, manteniment, emmagatzematge, enviament, instal·lació tècnica i molts altres tipus de treballs físics. El treball de coll blau sovint implica que es construeixi o es mantingui físicament alguna cosa.
En canvi, el treballador de coll blanc normalment treballa en un entorn d'oficina i pot implicar estar assegut a un ordinador o un escriptori. Un tercer tipus de treball és un treballador de serveis (coll de color rosa), el treball relacionat amb la interacció amb el client, l'entreteniment, les vendes o qualsevol altra feina orientada al servei. Moltes ocupacions combinen categoritzacions de la indústria blava, blanca o rosa.
El treball de coll blau és sovint pagat per hores, encara que alguns professionals poden ser remunerats pel projecte o assalariats. Hi ha una àmplia gamma de pagaments per a tal feina, depenent del camp de l'especialitat i de l'experiència.

## Origen del terme

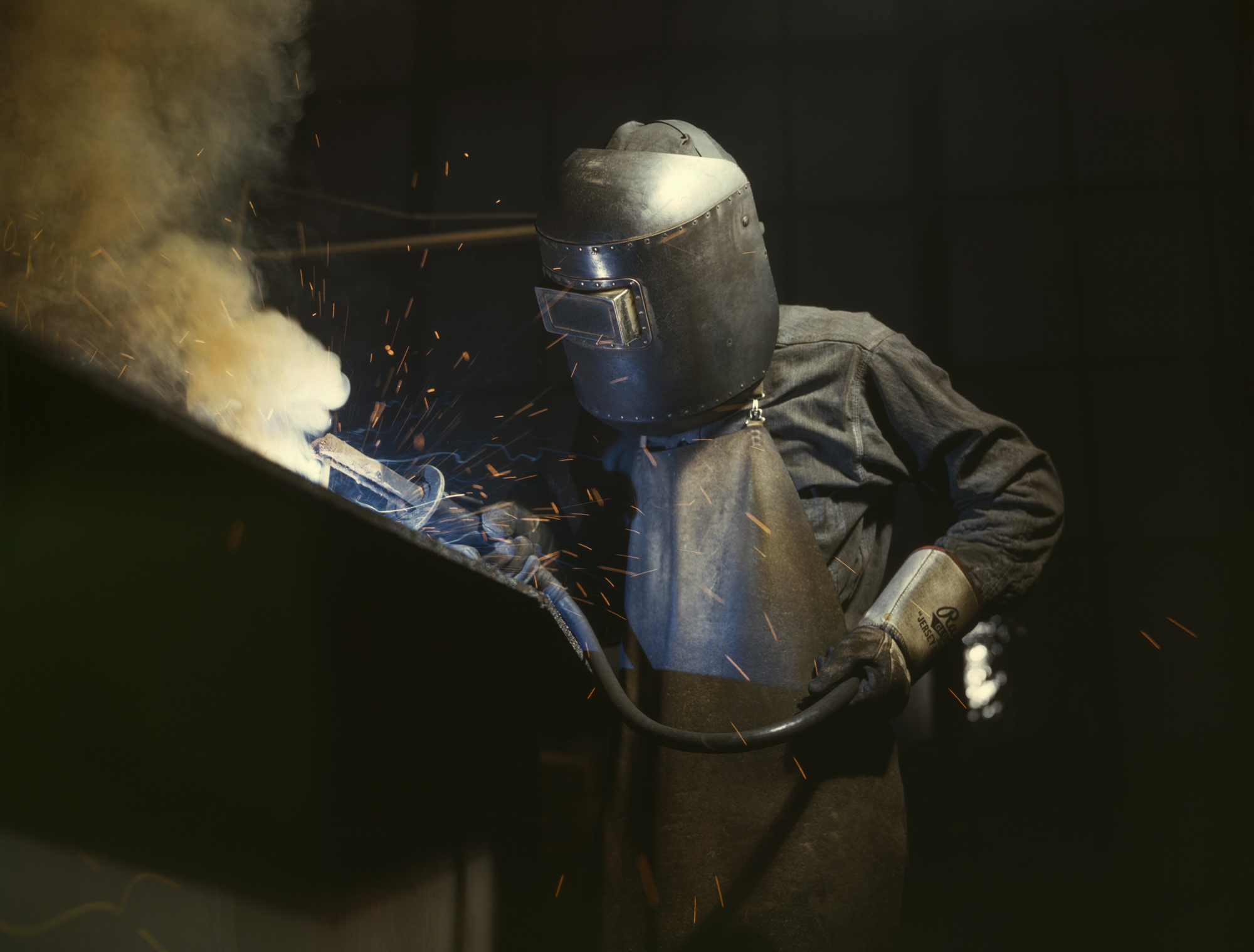
Calderes de soldadura per a un vaixell, Companyia d'Enginyeria de Combustió. Chattanooga, Tennessee, juny de 1942. Malgrat el seu nom, els treballadors de coll blau no sempre utilitzen les típiques camises blaves.

El terme coll blau es va utilitzar per primera vegada en referència als treballs comercials el 1924, en un diari d'Alden, Iowa. La frase neix de la imatge dels treballadors manuals que porten samarretes de mezclilla o de chambray de color blau com a part dels seus uniformes. Els treballadors industrials i manuals solen portar roba de tela o cotó duradora que pugui ser embrutada durant el transcurs del seu treball. Els colors blau i blau clar oculten la brutícia o el greix potencial a la roba del treballador, que l'ajuden a aparèixer més nets. Per la mateixa raó, el blau és un color popular per a la granota que protegeix la roba dels treballadors. Alguns treballadors de collaret blau tenen uniformes amb el nom del negoci i / o el nom de l'individu brodat o imprès en ell.
Històricament, la popularitat del color blau entre els treballadors manuals contrasta amb la popularitat de les camises de vestir blanques que porten les persones en entorns d'oficines. L'esquema de colors del coll blau / coll blanc té connotacions de classe socioeconòmica. Tanmateix, aquesta distinció s'ha desdibuixat amb la importància creixent de la mà d'obra qualificada i amb l'augment relatiu de llocs de treball de baix cost.

## Requisits educatius

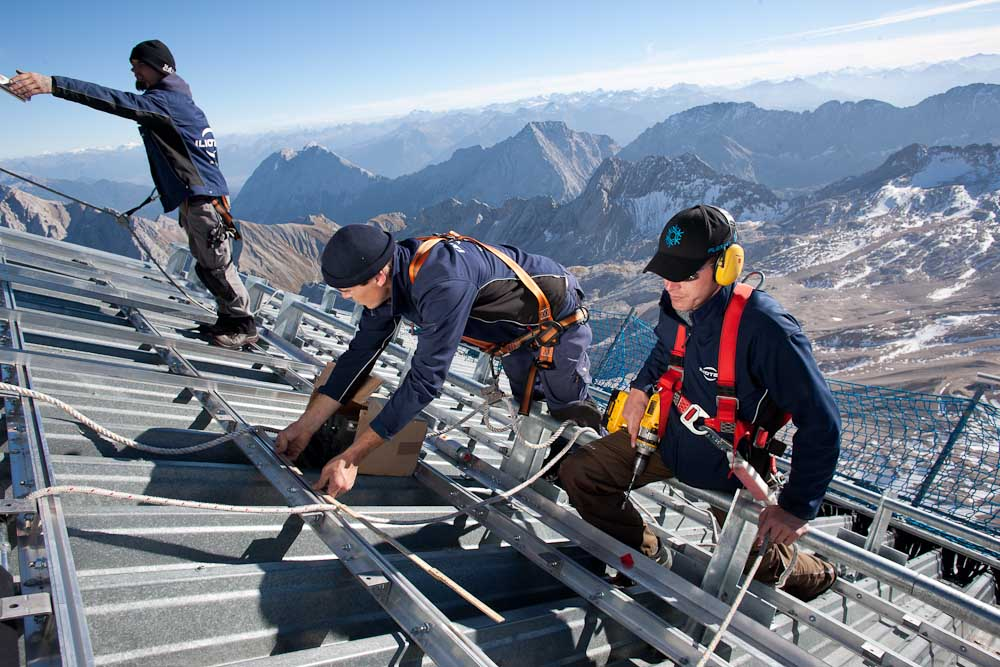
Treballadors que construeixen un sistema fotovoltaic.

Com que molts llocs de treball de coll blau consisteixen principalment en treballs manuals, els requisits educatius dels treballadors solen ser més baixos que els dels treballadors de coll blanc. Sovint, només cal un diploma d'educació secundària i moltes de les habilitats necessàries per als treballs de coll blau seran apreses per l'empleat mentre treballa. En els llocs de treball de nivell superior, es pot requerir formació professional o aprenentatge i, per a treballadors com electricistes i lampistes, també cal la certificació estatal.

## Torn de coll blau als països en vies de desenvolupament
Amb la revolució de la informació, les nacions occidentals s'han mogut cap a un servei i una economia de coll blanc. Molts llocs de treball de fabricació han estat desvinculats de les nacions en desenvolupament que paguen als seus treballadors un salari més baix. Aquesta deslocalització ha empès les nacions antigues agràries a les economies industrialitzades i al mateix temps va disminuir el nombre de llocs de treball de coll blau als països desenvolupats.
Als Estats Units, les ocupacions de collarets i serveis tècnics generalment es refereixen a llocs de treball en ocupacions de producció, artesania i reparació de precisió; operadors de màquines i inspectors; transport i ocupacions en moviment; manipuladors, netejadors d'equips, ajudants i treballadors.

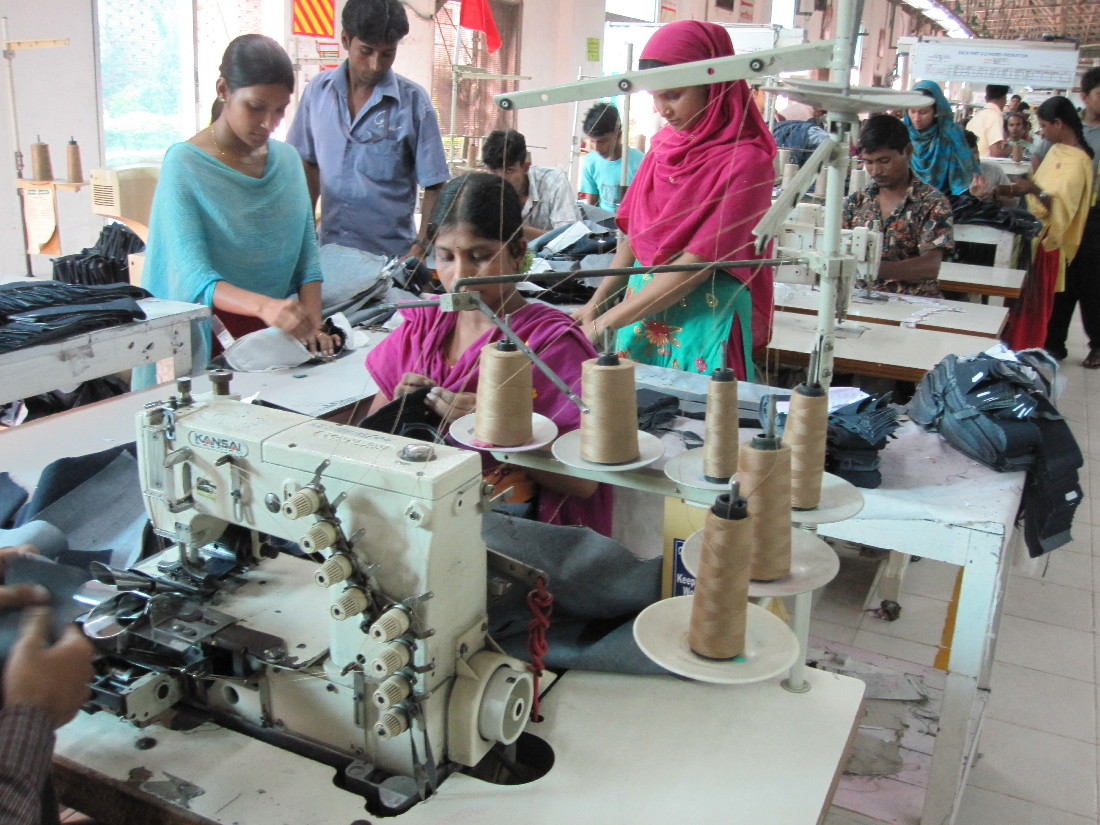
Fàbrica tèxtil als afores de Dhaka, Bangladesh.

## Automatització i futur

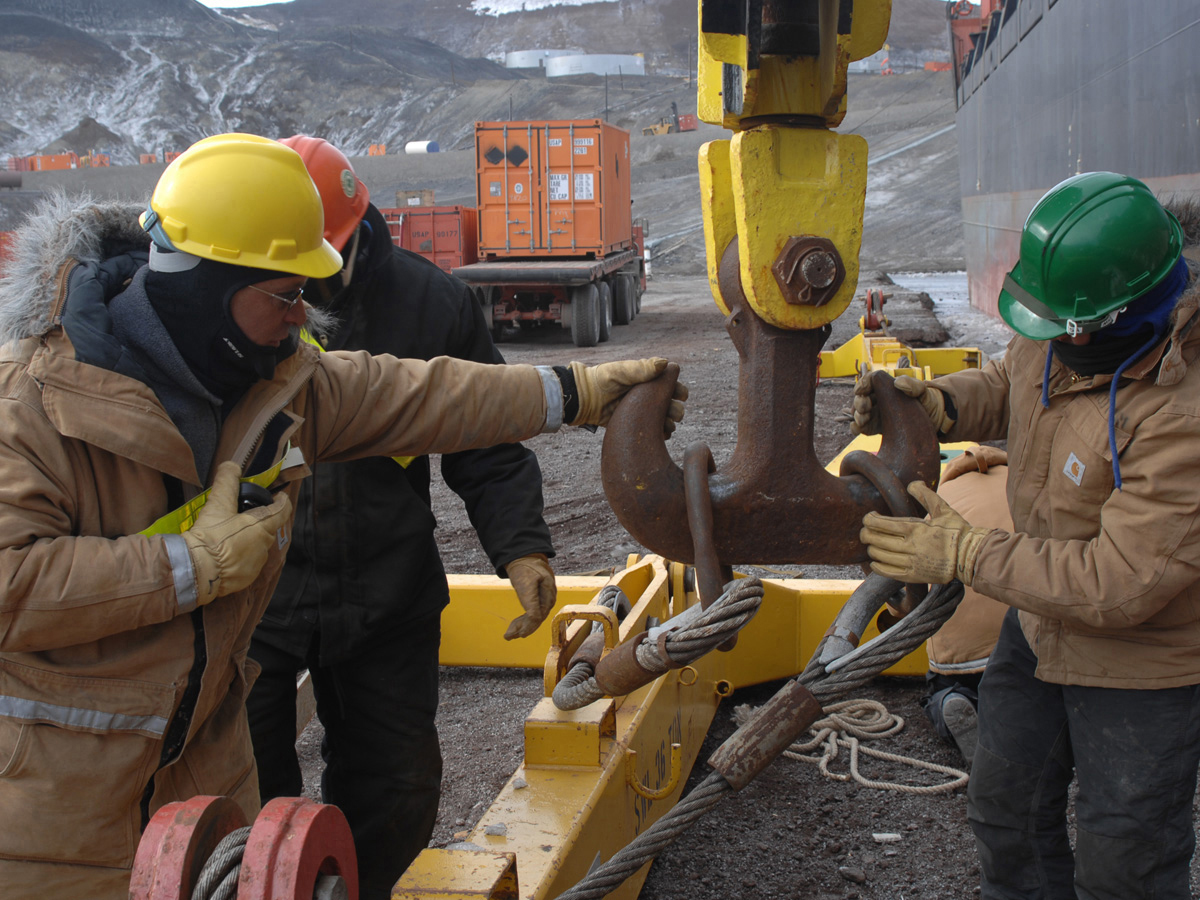
Els mariners de la Marina dels EUA carreguen un contenidor de càrrega a un vaixell portacontenidors.

A causa de la gran quantitat de llocs de treball de coll blau que impliquen treball manual i treballadors relativament poc qualificats, l'automatització suposa una amenaça d'atur per als obrers. Un estudi del MIT Technology Review estima que el 83% dels llocs de treball remunerats amb menys de 20 dòlars per hora estan amenaçats per l'automatització. Alguns exemples de tecnologia que amenacen els treballadors són els cotxes autopropulsats i els dispositius de neteja automatitzats, que poden reemplaçar els obrers, com ara els conductors de camions o els conserge.